# Scare Force One (dal)
A Scare Force One a Lordi nevű finn rock zenekar 2014-ben kiadott hetedik nagylemezének, címadó dala. A dalhoz a zenekar videóklipet is forgatott, ami 2014. október 30-án jelent meg. A dal albumverziója 4 perc 58 másodperc hosszú, a videóklipben egy kicsit rövidebb verzió szerepel.
A videóklipben egy gyerek egy repülőgépmodellel játszik, ami egy másik univerzumban egy valódi utasszállító repülőgép, ami vérző, sebes, leláncolt utasokat szállít. A repülőgép két stewardesse az utasokat szórakozásból elhurcolja és megkínozza.